# Delaunay-Belleville
Delaunay-Belleville – francuskie przedsiębiorstwo przemysłu maszynowego, produkujące między innymi luksusowe samochody, głównie przed I wojną światową. Znane było dzięki stosowaniu charakterystycznej okrągłej obudowy chłodnicy.
Zakłady w II połowie XIX wieku zajmowały się m.in. produkcją kotłów okrętowych.
Pierwszy pojazd tej marki ukazał się na rynku w 1904 roku. Dzięki solidnej konstrukcji i czterocylindrowemu silnikowi zdobył sympatię kierowców służbowych i cieszył się dobrą opinią. W 1907 roku wypuszczono kolejny model - sześciocylindrowy, który znajdował nabywców również za granicą. Fabryka zdobywała szczególne zamówienia, np. z dworu rosyjskiego cara. Autami tej marki jeździli również król Hiszpanii Alfons XIII oraz król Grecji Jerzy I. Po I wojnie światowej nie udało się odzyskać dawnej renomy, a upadek nastąpił w latach 30. Po II wojnie światowej zakłady zostały przejęte przez producenta małych aut - Rovin.

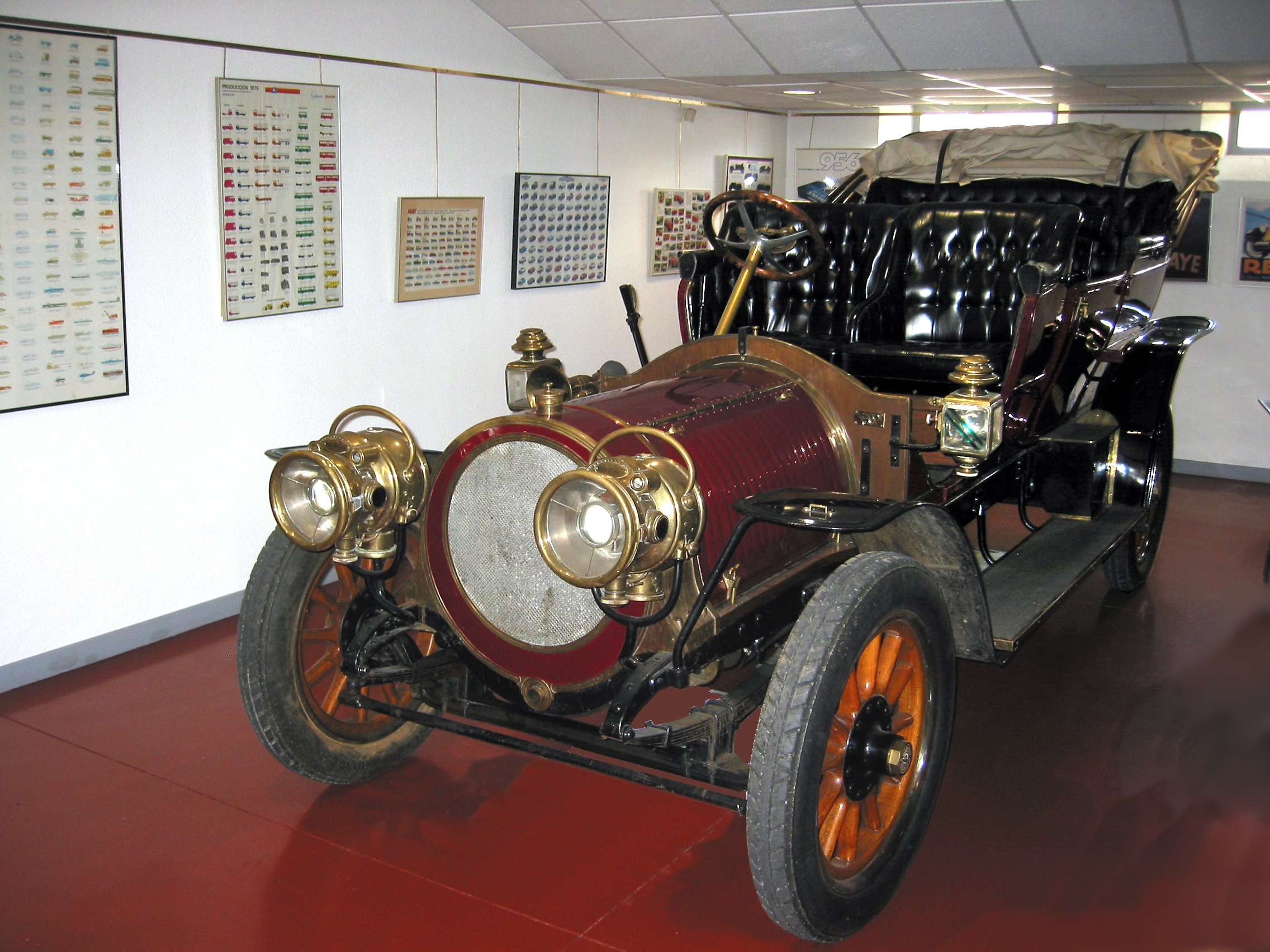
Delaunay-Belleville (model 1907)
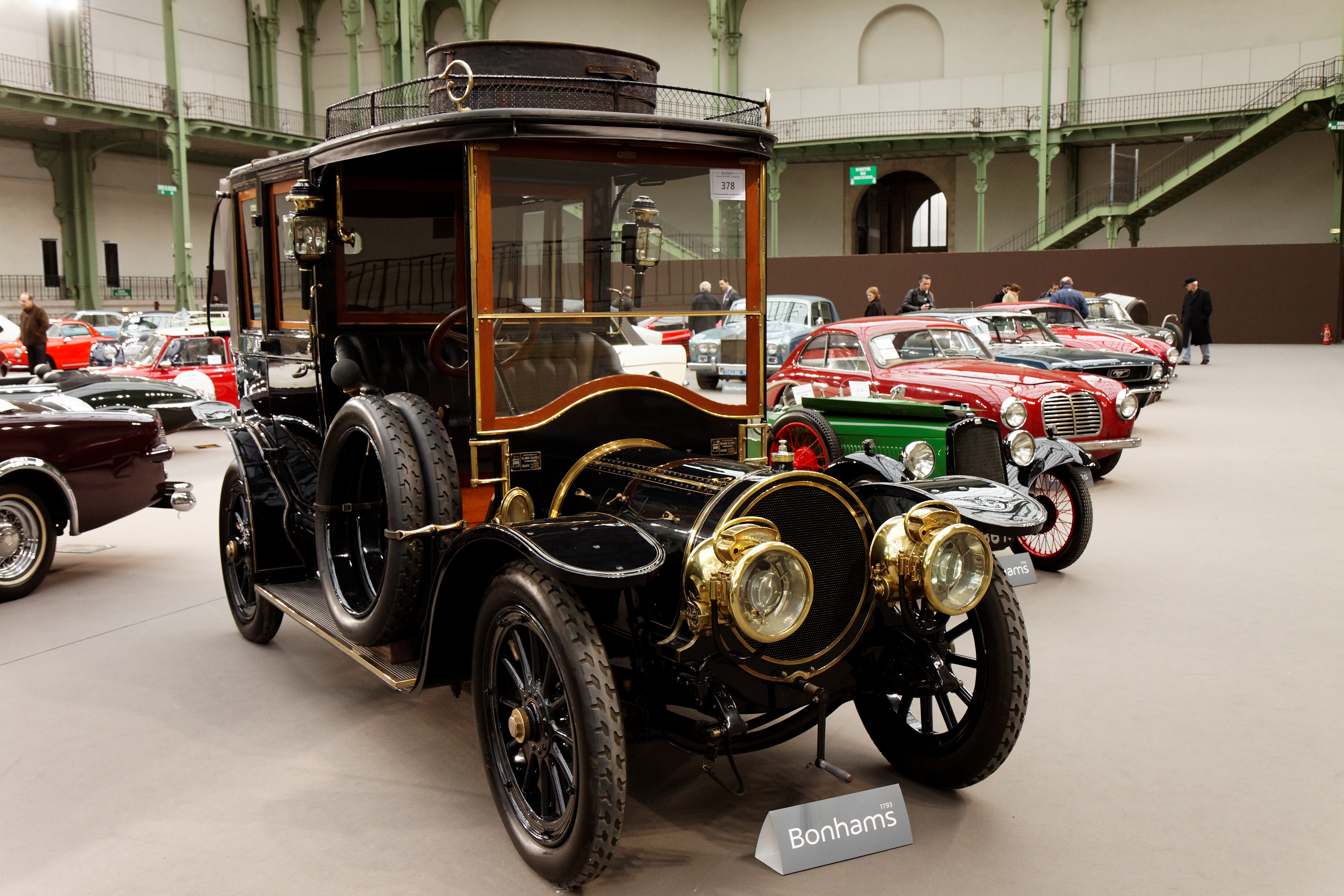
Delaunay-Belleville (model 1911)
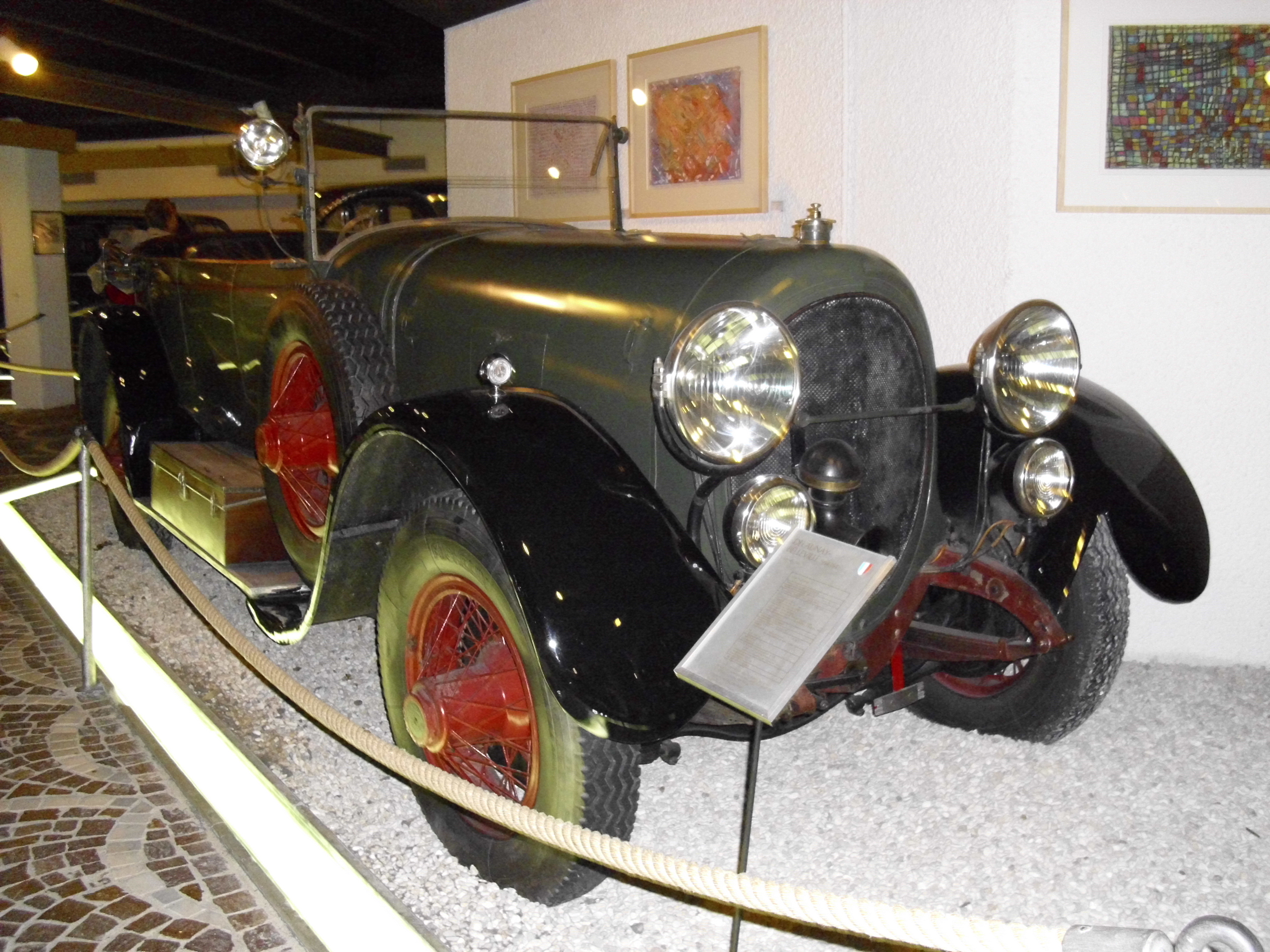
Delaunay-Belleville (model 1914)